# Quinquerrem

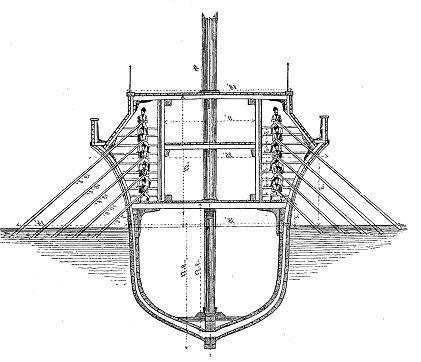
Interpretació del del sistema d'una quinquerrem, amb cinc nivells de rems.

Una quinquerrem (del llatí  quinquerēmis , on  quinque  = "cinc" i  Remus  = "rems") és un vaixell de guerra propulsat per rems, desenvolupat a partir del trirrem. Va ser usat pels grecs del període hel·lenístic i, després, per cartaginesos i romans, des del segle iv aC fins al segle i de la nostra era.

## Construcció
Al segle iv aC, després de la guerra del Peloponès, hi va haver escassetat de remers de prou capacitats com per conduir grans trirrems. La recerca de dissenys de galeres que ajudaran als remers a usar la seva força muscular en lloc de les habilitats que tinguessin, liderada per Dionís de Siracusa, va donar com a resultat les  tetreres  (quadrirrems) i les  penteres  (quinquerrems). Per molt temps, els erudits moderns van estar confosos per la paraula grega  penteres . Si aquests eren anàlegs als  Trier , haurien d'haver portat cinc ordres de remers, però una galera així devia haver estat impossible de construir i en el cas contrari seria molt inestable. Fonts posteriors van parlar de  hexeres ,  hepteres  i galeres encara més grans; clarament un procés de classificació diferent es trobava en camí.
No hi ha descripcions explícites o restes arqueològiques de quinquerrems, de manera que la seva forma de construcció és imprecisa. D'acord amb historiadors moderns, els nombres usats per descriure les galeres de guerra tenien en compte el nombre de files d'homes a cada costat, no el nombre de rems. Hi ha, per tant, tres possibles dissenys de quatrirrem: un ordre de remers a cada costat amb quatre homes, dos ordres de remers per banda amb dos homes en l'ordre superior o tres ordres de remers per banda amb dos homes en l'ordre superior. (Probablement es van construir galeres dels tres tipus). Les quinquerrems devien haver tingut tres ordres de remers, amb dos homes en l'ordre superior, dos en el mitjà i un a l'inferior, donant així 05:00 remers per cada fila.
La poderosa quinquerrem constituïa l'espina dorsal de la marina de Cartago. Comptava amb una tripulació de 420 homes: 120 soldats que posaven els seus escuts en les bordes, i 300 mariners dels quals 270 eren remers que es disposaven en tres ordres: dos remers en l'ordre superior, dos en el mitjà i un en l'inferior.